# Maciej Kołomyjski
Maciej Kołomyjski (ur. 10 sierpnia 1968 roku w Gdańsku) – polski kierowca rajdowy i wyścigowy.

## Życiorys
Trzykrotny Mistrz Polski w rajdach samochodowych w grupie N, wicemistrz w wyścigach samochodowych. Swój pierwszy tytuł zdobył w 1989 roku, startując Fiatem 126p.
W sezonie 1991-1994 startował w zespole Rafinerii Gdańskiej ścigając się m.in. samochodami Lancia Delta Integrale i Ford Sierra Cosworth. Startował również w Pucharze zorganizowanym przez Fiat Auto Poland w roku 1994, gdzie wśród 120 zawodników zajął trzecie miejsce i zdobył tytuł Wicemistrza Polski w wyścigach samochodowych. W roku 2000 ponownie wrócił do wyścigów tym razem do Pucharu Alfa Romeo, gdzie dwukrotnie na torze w Kamieniu Śląskim stanął na podium, by na koniec roku zająć 7. miejsce.
Obecnie prowadzi szkolenia oraz prezentacje nowych modeli samochodów. W latach 2012–2014 kierowca samochodu funkcyjnego "A" podczas kolejnych rund Rajdu Polski.
Posiada swoją firmę, która zajmuje się obsługą samochodów.